# COinS
ContextObjects in Spans（COinS）は、書誌情報のメタデータをウェブページのHTMLに埋め込む方法。書誌ソフトウェアはCOinSを利用して機械可読な書誌アイテムを出力することができ、引用管理ソフトウェアはCOinSを利用して書誌情報のメタデータを取得することができる。また、OpenURLのリゾルバはこのメタデータを利用でき、ユーザーのライブラリ内で書籍を検索することができる。

## 歴史
1990年代末、OpenURLが文脈に対応したハイパーリンクを提供するフレームワークとしてヘント大学で創設された。このときに実装された、OpenURLのリンクリゾルバサーバーであるSFXはイスラエルのエクス・リブリス・グループ社に売却され、エクス・リブリス社はSFXを図書館に発売して、「リンクリゾルバ」という概念を形作った。その後、OpenURLのフレームワークは2004年にANSI/NISO Z39.88標準として採用され、2010年に改訂された。OpenURLの基礎となったのは参照されたリソースのメタデータとなる"ContextObjects"である。
2004年末、CiteULikeの創設者リチャード・キャメロン（Richard Cameron）はメタデータをHTMLページに埋め込む方法を標準化する必要性を説いた。2005年1月、ダニエル・チュードノフ（Daniel Chudnov）はOpenURLの使用を提唱した。OpenURLのContextObjectをHTMLに埋め込むことはそれまでもHerbert Van de SompelとOren Beit-Arieが提唱しており、またチュードノフとJeremy Frumkinがワーキングペーパーを出していた。うち、後者がGPS-PCSのメーリングリスト上で議論され、OpenURLをHTMLに埋め込む仕様書の草案が作成される結果となった。この草案は後にCinSになり、ContextObjectはHTMLのspan要素に埋め込まれることとなった。
多くの出版物が使用して、多くの実装が作られたことにより、COinSの採用が推進された。最新の仕様書はOCOinS.infoで閲覧できる。

## データモデルの概要
COinSはOpenURLのバージョン1.0からシリアル化フォーマットのKEVを、OpenURLの実装ガイドラインからContextObjectのメタデータフォーマットを一部借用した。COinSのContextObject実装ガイドラインには4種類の出版物（記事とそれをさらに細分化した種類、書籍、特許、ジェネリック）と簡単なフィールドをいくつか提供している。しかし、これはあくまでもガイドラインであり必須ではないため、Dublin CoreやBibliographic Ontologyのような厳格なメタデータモデルを提供しているわけではない。

## 使用例

### ウェブサイト
- Citebase（英語版）
- CiteULike（英語版）
- Copac（英語版）
- HubMed（英語版）
- Mendeley[11]
- ウィキペディア
- WorldCat

### サーバー側アプリケーション
- refbase（英語版）
- WordPress[12][13][14]

### クライアントツール
- BibDesk（英語版）
- Bookends（英語版）
- Citavi（英語版）
- LibX（英語版）
- Mendeley[11]
- ResearchGate
- Sente
- Zotero